# Sicko Sjaerdema
Sikke Sjaardema was een figuur uit een sage betreffende de geschiedenis van Friesland. Over zijn waarachtige historiciteit bestaan geen bronnen, noch bewijzen. Sjaardema zou de achtste potestaat van Friesland zijn geweest.

## Leven
De sage gaat dat Sikko, Sikke of Sicka Syarda uit Ylst of IJlst, bij sommigen in het Latijn Elostoe genaamd, kwam, en in 1237 tot Potestaat zou zijn gekozen. 
Graaf Willem II van Holland bood Sicko de (erf-)heerschappij over de Frieslanden aan, dit aanbod wees hij af:
Grootmagtige Koning! Wil u niet te vergeefs vermoeijen; meent gij dat ik, om mij en mijn geslacht te verheffen, een verrader wil zijn, en de nakomelingen van die vrijheid berooven, welke onze Voorouders boven alle goederen geschat hebben? Verre zij van mij een geldgierig en oneerlijk hart! Vaarwel! En wil mij met uwe brieven niet meer begroeten in dier voege, want ik wil na dezen geene van u ontvangen. Uit onzen huize Sjaardema den 9 augustus 1239.
Omstreeks het jaar 1250 kreeg IJlst door Sikke Sjaardema en ‘s lands Staten de "stedelijke voorregten", de stadsrechten.
Het familiewapen is een blauw veld met links een halve Franse lelie, in het midden een pijl omhoog, rechtsboven een Franse lelie en rechtsonder 3 zespuntige sterren.
Petrus Thaborita schrijft over hem als Sickes Syarda die tijdens zijn "regnacie" een keer een slag moest leveren.  In 1250 valt Abel, "Koninc van Noertweghen" aan in Oost-Friesland. De Friezen doden de Koning en veel van zijn manschappen. Petrus had het bijna goed; het juiste jaar is 1252 en die koning was Abel van Denemarken (Zie overleg)